# Limnonectes liui
Espèce
Synonymes
- Platymantis liui Yang, 1983
- Micrixalus liui (Yang, 1983)
- Liurana liui (Yang, 1983)
- Ingerana liui (Yang, 1983)

Statut de conservation UICN

 VU B2ab(iii) : Vulnérable
Limnonectes liui est une espèce d'amphibiens de la famille des Dicroglossidae.

## Répartition
Cette espèce est endémique du Sud de la province du Yunnan en Chine. Elle se rencontre entre 550 et 760 m d'altitude dans les xians de Mengla, de Jinghong et de Cangyuan.
Sa présence est incertaine en Birmanie et au Laos.

## Étymologie
Cette espèce est nommée en l'honneur de Cheng-chao Liu (1900-1976).

## Publication originale
- Yang, 1983 : A new species of the genus Platymantis (Amphibia: Ranidae). Acta Herpetologica Sinica, New Series, vol. 2, no 2, p. 53-56 (texte intégral).